# 约纳森·列维特
约纳森·列维特（Yonathan Levit，1997年11月15日—），以色列男子羽毛球運動員。

## 簡歷
2016年11月，约纳森·列维特出戰以色列夏瑣羽毛球國際賽，與阿里尔·沙恩斯基合作赢得男子雙打冠軍。
2017年10月，约纳森·列维特出戰以色列夏瑣羽毛球國際賽，與俄羅斯選手Yulia Vasilyeva合作贏得混合雙打冠軍。

## 主要比賽成績
只列出曾進入準決賽的國際賽事成績：
| 年份   | 賽事                   | 公開賽級別 | 項目     | 拍檔            | 成績   |
| ------ | ---------------------- | ---------- | -------- | --------------- | ------ |
| 2014年 | 以色列夏瑣羽毛球國際賽 | 國際系列賽 | 男子雙打 | Daniel Bedrack  | 準決賽 |
| 2014年 | 以色列夏瑣羽毛球國際賽 | 國際系列賽 | 混合雙打 | 雅娜·莫洛德茨基 | 準決賽 |
| 2016年 | 以色列夏瑣羽毛球國際賽 | 未來系列賽 | 男子雙打 | 阿里尔·沙恩斯基 | 冠軍   |
| 2017年 | 以色列夏瑣羽毛球國際賽 | 未來系列賽 | 混合雙打 | Yulia Vasilyeva | 冠軍   |
| 2018年 | 以色列夏瑣羽毛球國際賽 | 未來系列賽 | 男子雙打 | Shai Geffen     | 準決賽 |

| 2007-2017年 | 首要超級賽 | 超級賽 | 黃金大獎賽 | 大獎賽 | 國際挑戰賽 | 國際系列賽 | 未來系列賽 | 其他 |

| 2018-2026年 | 總決賽 | 超級1000賽 | 超級750賽 | 超級500賽 | 超級300賽 | 超級100賽 | 國際挑戰賽 | 國際系列賽 | 未來系列賽 | 其他 |